# Шаролапова Ніна Володимирівна
Шаролапова Ніна Володимирівна (1 березня 1949 — 28 грудня 2024) — радянська, українська акторка театру і кіно, викладачка університету. Народна артистка України (2000).

## Біографія
Рано втратила батьків, з 14 років працювала на годинниковому заводі. Закінчила Московське вище театральне училище ім. М.Щепкіна (1973).Працювала в Московському академічному Малому театрі CCCP (1973—1974). З 1974 по 1994 р.р. акторка Київського академічного Театру російської драми ім. Лесі Українки. З 1994 працює в антрепризі. 
Професорка режисерського факультету Київського національного університету культури.

## Ролі в театрі
- «Ліс», М.Островського, Малий театр
- «Влада темряви», за п'єсою Л. Толстого, реж. Борис Ерін
- «Інтерв'ю в Буенос-Айресі», Боровика
- «Добряки», за п'єсою Леоніда Зоріна
- Наїна  «Руслан і Людмила»
- Служниця  «Криваве весілля» Ф. Г. Лорка
- «Молода господиня Ніскавуорі», за п'єсою Хелли Вуолійокі
- 1975  «Вечірній світло», за п'єсою А. Арбузова
- 1978  «Господиня», за п'єсою М. Гараєвої
- 1985  «Рядові», за п'єсою А. Дударєва
- 1986  «Матінка Кураж та її діти», за п'єсою Б. Брехта
- 1987  «Уроки музики», за п'єсами Л. Петрушевської, реж. Роман Віктюк
- 1987  Люлю  «Священні чудовиська», за п'єсою Ж. Кокто, реж. Роман Віктюк
- 1997  «Бульвар Сан-Сет», за п'єсою Чарльза брекети, Біллі Уайльдер і М. Маршала-мл, реж. Роман Віктюк

## Фільмографія
- 1971  Варка  подруга Варі
- 1973  Стара фортеця. «Місто біля моря» (6-7 серії)
- 1978  Господиня
- 1979  Поїздка через місто — продавчиня зоомагазину (в титрах Н. Шаралапова)
- 1979  Любов під псевдонімом
- 1981  Ніч коротка — Анжела
- 1983  Карусель — продавчиня
- 1985  Чоловіки є чоловіки  епізод
- 1985  Які ж ми були молоді  Марина
- 1987  Байка
- 1988  Робота над помилками  завуч
- 1990  Імітатор
- 1990  івін а.
- 1991  Охоронець
- 1991  Танго смерті
- 1991  Ніагара
- 1992  Ціна голови
- 1992  Миленький ти мій...  Софія Миколаївна сусідка Нікітіна
- 1992  Гра всерйоз  епізод
- 1992  У тій області небес...  епізод
- 1995  Острів любові. Дияволиця (6-й фільм)  дружина професора
- 1997  Пристрасть  кухарка
- 1997  Сьомий маршрут
- 1997  Святе сімейство
- 1999  Аве Марія
- 2001  Черевики з Америки
- 2004  Легенда про Кощія  Лихо-дівка
- 2004  За двома зайцями  Людмила Коровяк, мати Тоні
- 2006  Пригоди Вєрки Сердючки — Ася Карпівна, провідниця
- 2007  Охламон — Ілона Сигізмундівна
- 2008  Геній порожнього місця — домоуправ Валентина Василівна
- 2009  На Париж! — продавчиня пограбованого магазина

## Студенти
- Єфанов Юрій — український режисер, художник, музикант
- Авксентьєв Дмитро — український електронний музикант і режиссер
- Бадоєв Алан — український режисер і кліпмейкер
- Ржавський Денис — голова Української Кіно-Асоціації, режисер
- Озерянський Сергій — український режисер і кліпмейкер
- Синельников Євген — український режисер і телеведучий